# Зваћу полицију (књига)
Зваћу полицију (енгл. I am Calling Police) је роман америчког егзистенцијалног психијатара, почасног професора психијатрије на Универзитету Станфорд, и књижевника Ирвина Давида Јалома (енгл. Irvin David Yalom) (1931). објављена 2005. године. Са Јаломом књигу потписује и Роберт Л. Бергер (енгл. Robert L. Berger). Прво издање на српском језику објавила је издавачка кућа "Плато" из Београда 2011. године у преводу Сузане Спасић и Слађане Маџгаљ.

## О аутору
Ирвин Д. Јалом је рођен 1931. у Вашингтону у породици руских емиграната. Аутор је неколико бестселера, као и стручних књига из области психотерапије. Данас је професор на универзитету и живи у Сан Франциску . Активан је психотерапеут у Сан Франциску и Пало Алту. Највећи допринос дао је предајући о групној психотерапији као и развијајући модел егзистенцијалне терапије.

## О делу
Књига Зваћу полицију има документарни карактер: Јалом преноси читаоцу причу свог колеге и пријатеља кардиохирурга Роберта Л. Бергера који је успео на аеродрому у Венецуели избегне да буде киндапован
Роберт после тог догађаја почиње да отвара душу и износи оно што је више од педесет година држао у себи. Сећање и исповест га одводе у детињство и младост када је као Јеврејин са лажним документима живео у нацистичкој Будимпешти.
Књига показује различите начине дијалога свесног и несвесног дела личности, потискивања и препознавања потиснутог након много година.
Зваћу полицију је књига о пријатељству, блискости, поверењу, отварању, али и сведочанство о холокаусту.